# Turbulence (chanteur)
Pour les articles homonymes, voir Turbulence (homonymie).
Sheldon Campbell est un chanteur de reggae jamaïcain né le 11 janvier 1980, plus connu sous le nom de Turbulence. Il marche dans les traces de Sizzla au sein du label X-terminator.

## Biographie
Il est un membre auto-proclamé du mouvement Rastafari. Il a été découvert en 1999 par Philip "Fatis" Burrell. Il a publié un certain nombre d'albums, dont I Believe, United, Notorious - L'album, Songs of Salomon, Triumphantly, Join Us et Hail The King et a été présenté dans un épisode de la série documentaire Storyville de la BBC. Il est également connu pour sa chanson "Blood dem out" qui figurait dans un film de ski acrobatique hautement qualifié appelé "Show and Prove".

## Discographie
- 2000 : Turbulence (Xterminator)
- 2001 : Rising (VP Records)
- 2003 : Different Thing (Minor 7 Flat 5)
- 2003 : The Future (Jet Star)
- 2003 : Join Us (Bogalusa)
- 2003 : The Truth (Ras)
- 2003 : Hail To The King (VP Records)
- 2005 : Triumphantly (Reggae-now)
- 2005 : Song Of Solomon (VP Records)
- 2005 : I Believe (M Records)
- 2006 : Nah Sell Out (Charm/Jet Star)
- 2006 : Notorious (VP Records)
- 2006 : X Girlfriend (Tads International)
- 2007 : Do Good (Minor 7 Flat 5)
- 2007 : Stronger Than Before (Cousins Records)
- 2007 : United (Hammer Musik)
- 2007 : Love Me For Me (Love Injection)
- 2011 : Turbulence Roots and Culture (Nodoubt Records)